# Сорочинское водохранилище
Сорочинское водохранилище — водохранилище рядом с Сорочинском Оренбургской области. Водохранилище расположено на расстоянии 402 км от устья реки Самары. Создано в 1997 году. Длина водохранилища по реке Самаре 28 км, по реке Большой Уран — 18 км. Площадь поверхности при нормальном подпорном уровне — 35,56 км². Площадь водосборного бассейна до створа гидроузла — 5640 км².

## История создания
Работы, связанные с решением проблемы водообеспечения Бузулукского нефтегазоносного района Оренбургской области, начались в 1968 году. За период с июня 1968 г. по июнь 1969 г., Куйбышевский филиал Гидропроекта, по заданию института «Гипровостокнефть», выполнил проектные проработки по использованию р. Самары и её притоков для водообеспечения месторождений нефти и газа, в комплексе с другими водопотребителями. В конце 1971 года был выпущен технический проект в первой редакции. А после проведения экспертизы проекта в 1974 году был выпущен откорректированный проект.
С 1976 года по 1994 год Заказчиком являлось АО «Оренбургнефть», генеральным Подрядчиком трест «Оренбургводстрой», генеральным проектировщиком «Самарагидропроект». В 1994 году — функции Заказчика переданы комитету по водному хозяйству Оренбургской области. Строительство водохранилища было начато в 1976 году, но из-за недостаточного освоения средств подрядчиком, несвоевременной поставки гидромеханического оборудования и вследствие недостаточного финансирования, а также остановки строительства в 1991—1994 годах не было закончено.
В 2005 году после проведения повторной экспертизы откорректированного рабочего проекта, разработанного институтом ЗАО ПИИ «Гипроводстрой» г. Волгоград, начались работы по «Окончанию строительства Сорочинского водохранилища». Финансирование работ взяло на себя Федеральное агентство водных ресурсов.
Согласно договоров на передачу функций государственного заказчика, в части государственных капитальных вложений, предусмотренных на реализацию Федеральных адресных инвестиционных программ заключенных с Федеральным агентством водных ресурсов в 2005—2007 годах, ФГУ «Управление эксплуатации Сорочинского водохранилища», является Государственным заказчиком по строительству Сорочинского водохранилища.
Генеральным подрядчиком по строительству Сорочинского водохранилища на реке Самара Оренбургской области, является ООО «Оренбургская промышленная компания», согласно конкурса проведенного в 2005 году по выбору победителя на выполнение работ, по «Окончанию строительства Сорочинского водохранилища на реке Самара». За эти годы закончены работы по строительству гидроузла, в стадии завершения находятся работы по строительству «Берегоукрепление п. Октябрьский», «Инженерная защита участка железной дороги Кинель — Оренбург». В 2009 году все объекты приняты Государственной комиссией.

## Эксплуатация
На основании приказа Роскомвода РФ № 172 от 26 декабря 1994 года организовано "Управление эксплуатации Сорочинского водохранилища (УЭСВ). Приказом Министерства природных ресурсов РФ от 26.11. 1999 № 243 переименовано в Федеральное государственное учреждение «Управление эксплуатации Сорочинского водохранилища». И в соответствии с распоряжением Правительства РФ от 31.12. 2004 № 1745-р находится в ведении Федерального агентства водных ресурсов. Учредителем Учреждения является Федеральное агентство водных ресурсов.
Управление ежегодно проводит контрольно-режимные мероприятия.
- Гидрохимческий контроль за качеством воды. На водохранилище ежеквартально отбирают пробы для проведения анализов, определяются показатели качества, результаты анализов систематизируются в таблицы, фиксируется превышения предельно — допустимых концентраций, делаются аналитические отчеты о гидрохимическом режиме водохранилища.
- Контроль за гидравлическим режимом водохранилища. Инженерно-технической группой предприятия производится ежедневный сбор информации по уровенному режиму водохранилища, приточности к водохранилищу, сбросе в нижний бьеф. На основе полученных данных проводится анализ водохозяйственной обстановки, составляется водный баланс водохранилища.
- Предпаводковые и паводковые мероприятия. В предпаводковый период производится работы по подготовке гидротехнических сооружений к пропуску паводка. На момент наступления паводкового периода осуществляется инженерный контроль за сработкой водохранилища. Во время прохождения паводка ведется оперативная работа с Нижне-Волжским БВУ, Росприродназором Оренбургской области, паводковыми комиссиями Оренбургской, Самарской области.
- Санитарно-технические и водоохранные мероприятия. Инженерно-техническая группа предприятия постоянно проводит обследования водоохраной зоны и акватории водохранилища с целью контроля за использованием водоема, соблюдением режима хозяйственной деятельности в пределах водоохраной зоны и акватории водохранилища прописанного правилами эксплуатации Сорочинского водохранилища, водного законодательства. Собираются и систематизируются все данные о зарастании акватории воздушно-водной растительностью, процессов переработки и разрушения берегов, затопления и подтопления земель. В водоохранных зонах устанавливаются щиты с разъяснением природоохранной политики. По результатам принимаются решения о предупредительных и ремонтных мероприятий.
- Ремонтные работы на водохранилище.
- А также расчистка ложа водохранилища, благоустройство береговой полосы, ремонт гидромеханического оборудования, ликвидация заболачивания в нижнем бьефе, противопожарные мероприятия вокруг защитных лесных полос, укрепление береговых откосов, очистка от зарастания дренажей.

## Рекреационное использование и экологические проблемы
Сорочинское водохранилище активно используется туристами и местными жителями для купания и рыбной ловли. Однако количество площадок для организованного отдыха, в том числе оборудованных пляжей, остаётся невелико, а на значительной части побережья запрещено купание. Кроме того, берега водохранилища загрязнены бытовым мусором.